# Rastišče
Rastišče se nanaša na določen prostor v naravi kjer kaj raste, običajno rastline ali rastlinske združbe. Rastišče določajo gozdna tla, vodni režim, oziroma klima, ter oblikovanost zemeljskega površja, relief. Rastišče omogoča rastlini rast, gozdu pa produkcijo biomase. Strokovni izraz za zmogljivost rastišča je rastiščni potencial oz. tudi boniteta rastišča. 
Dobro rastišče ima visok rastiščni potencial. Ta omogoča visoko produktivnost in visoke donose. Slabše rastišče je skromnejše. Obstoječ rastiščni potencial mora biti gozd sposoben izkoristiti. Za to mora biti primerno ohranjen in v dobrem stanju, oziroma kondiciji. Od ohranjenosti gozda je odvisna stopnja izkoristka rastiščnega potenciala. Ohranjen gozd ima visok izkoristek in visoko proizvodnjo, razgrajen ali degradiran gozd pa nizko. 
Visoki gozdni odnosi so odvisni od obojega: od kvalitete rastišča in od kondicije gozda. Zato mora skrben gospodar, s preudarnimi posegi v gozd, slednjemu omogočiti čim boljšo kondicijo in s tem, čim višji izkoristek rastiščnega potenciala. Današnje stanje (kondicija) slovenskih gozdov, omogoča gozdu le skromen izkoristek, sicer ugodnega rastiščnega potenciala.